# Emerita Augusta
Thuộc địa La Mã Emerita Augusta (ngày này là Mérida, Tây Ban Nha) được thành lập năm 25 TCN bởi Augustus, tái định cư quân lính Emeritus về hưu từ quân đội La Mã từ hai quân đoàn cựu chiến binh của Cantabrian Wars: Legio V Alaudae và Legio X Gemina. Thành phố là thủ phủ của một tỉnh của La Mã thuộc Lusitania. Ngày nay Archaeological Ensemble of Mérida là một trong các khu vực khảo cổ rộng nhất ở Tây Ban Nha và được UNESCO di sản thế giới từ năm 1993.

## Nhà hát La Mã
Nhà hát được xây dựng từ năm 16 đến 15 TCN và danh riêng cho tổng lãnh sự Marcus Vipsanius Agrippa. Nhà hát được đổi mới vào cuối thế kỷ 1 và đầu thế 2, có thể bởi hoàng đế Trajan, và một lần nữa giữa năm 330 và 340 trong suốt vương triều Constantine với việc xây dựng lối đi bộ quanh lâu đài và thêm các yếu tố trang trí mới.

## Các khu vực bảo vệ

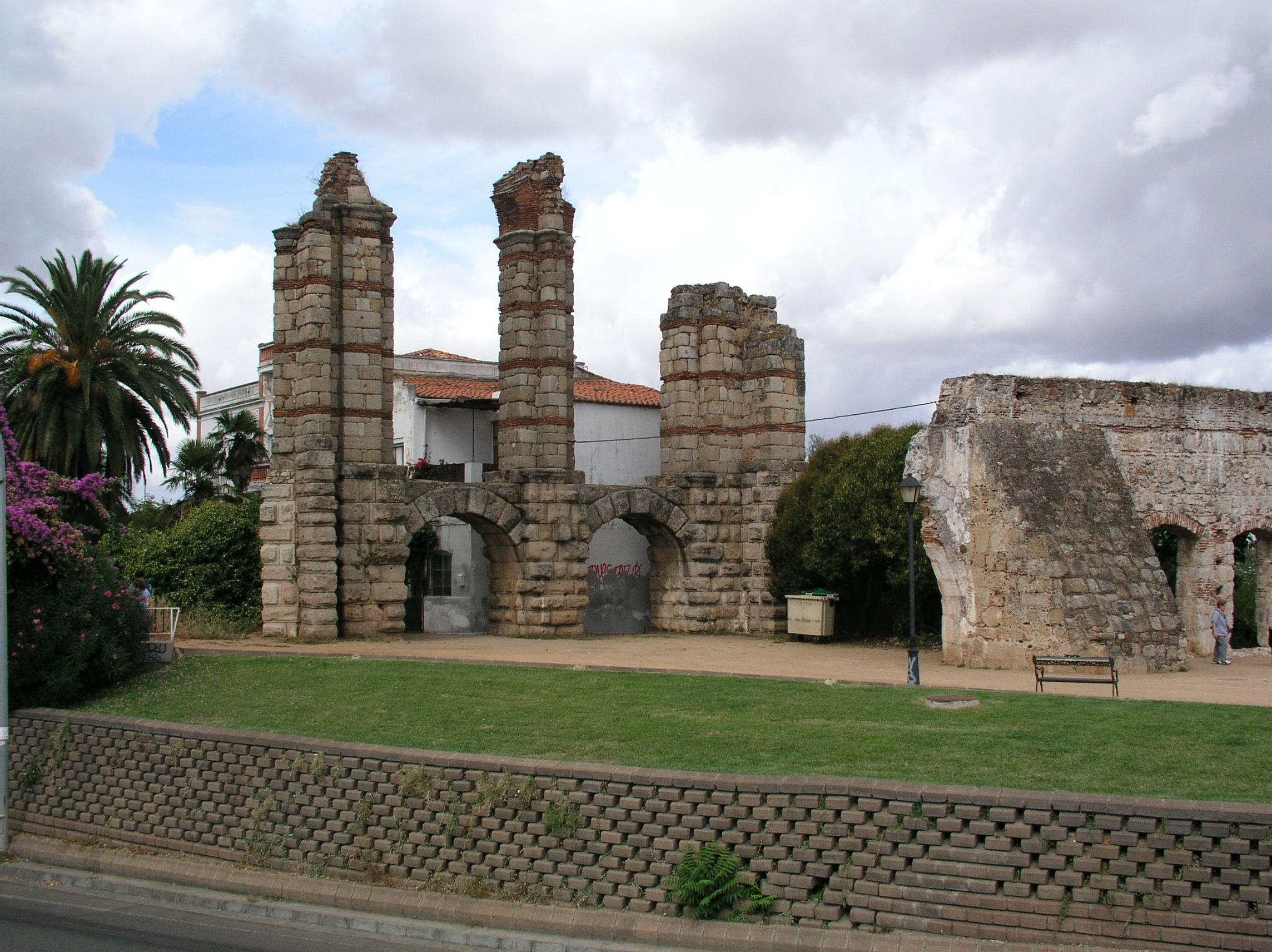
Cống nước ở San Lázaro

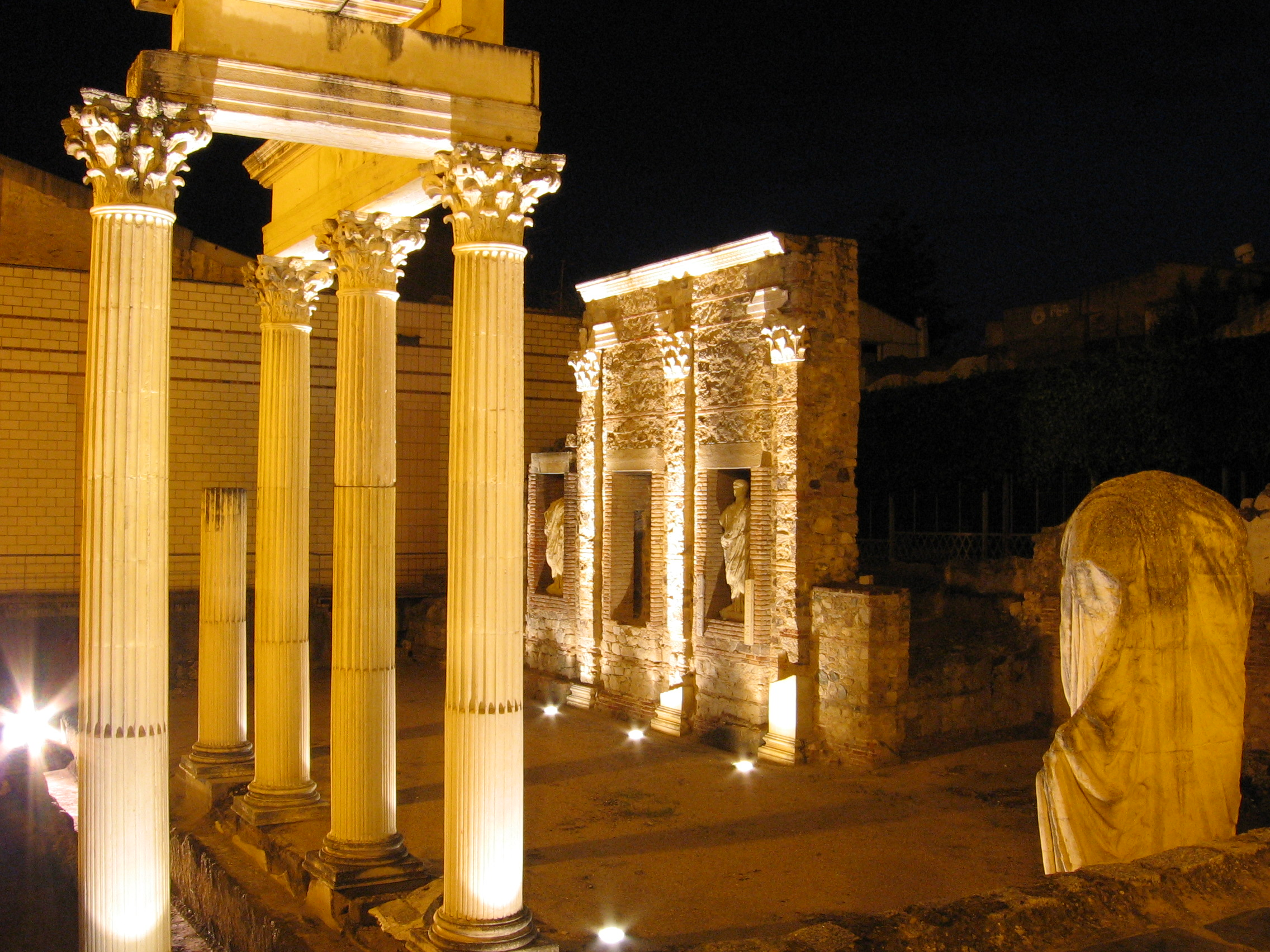
Diễn đàn

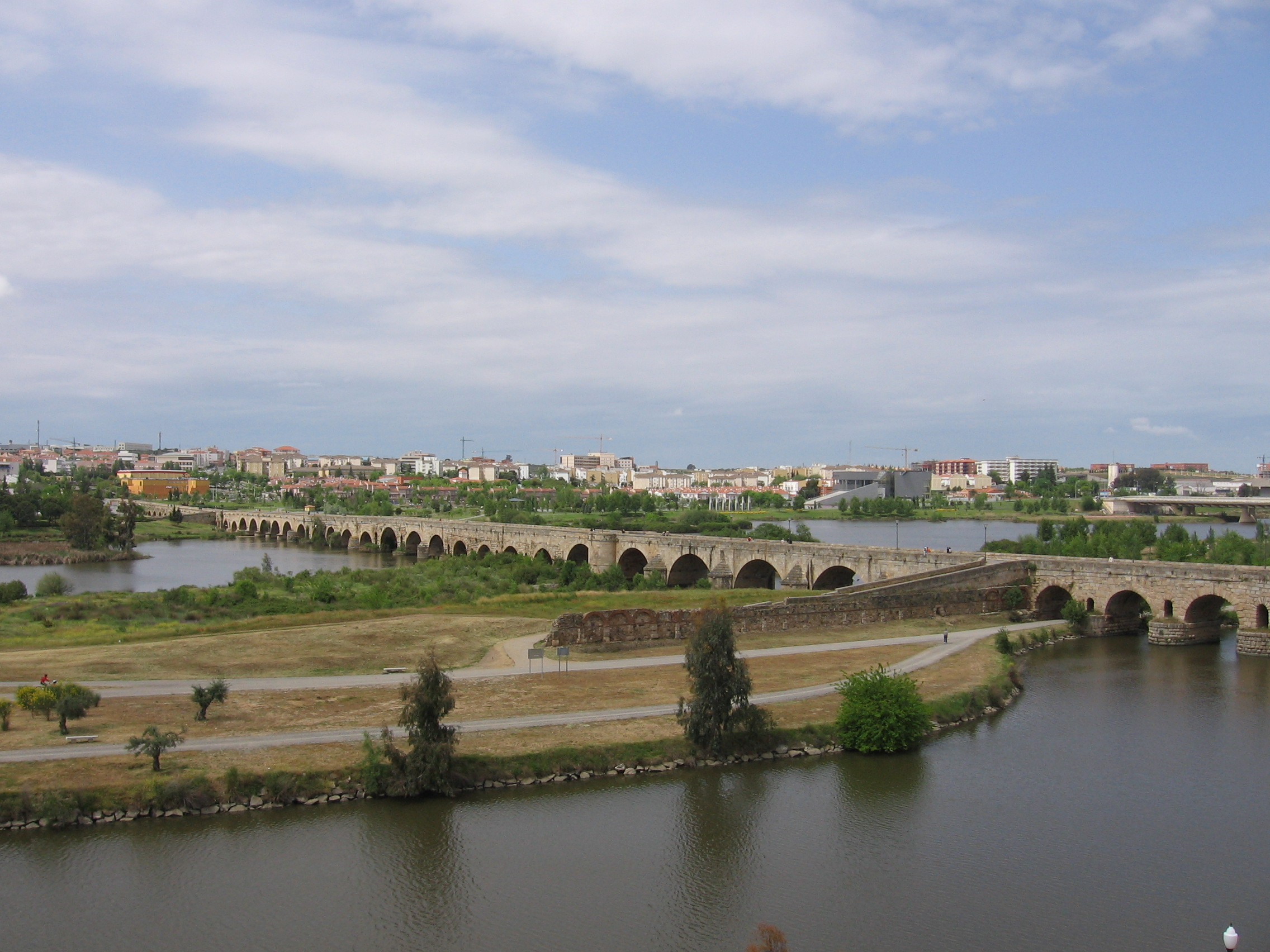
Puente Romano (Mérida), cầu dài nhất trong tất cả cầu La Mã còn tồn tại

| Mã      | Tên                                | Địa điểm            |
| ------- | ---------------------------------- | ------------------- |
| 664-001 | Aqueduct of los Milagros           | Mérida, Tây Ban Nha |
| 664-002 | Aqueduct of San Lázaro             | Mérida              |
| 664-003 | Roman sewer of Mérida              | Mérida              |
| 664-004 | Alcazaba of Mérida                 | Mérida              |
| 664-005 | Amphitheatre of Mérida             | Mérida              |
| 664-006 | Roman Provincial Forum (Mérida)    | Mérida              |
| 664-007 | Xenodoquio                         | Mérida              |
| 664-008 | Basílica Casa Herrera              | Mérida              |
| 664-009 | Basilica of Santa Eulalia (Mérida) | Mérida              |
| 664-010 | House Amphitheatre                 | Mérida              |
| 664-011 | House Mitreo                       | Mérida              |
| 664-012 | Roman Circus of Mérida             | Mérida              |
| 664-013 | Visigothic Art Collection          | Mérida              |
| 664-014 | Columbarios                        | Mérida              |
| 664-015 | Dique del Guadiana                 | Mérida              |
| 664-016 | Cornalvo Dam                       | Mérida              |
| 664-017 | Proserpina Dam                     | Mérida              |
| 664-018 | Roman Forum of Mérida              | Mérida              |
| 664-019 | City walls of Mérida               | Mérida              |
| 664-020 | National Museum of Roman Art       | Mérida              |
| 664-021 | Obelisk of Santa Eulalia           | Mérida              |
| 664-022 | Bridge of Albarregas river         | Mérida              |
| 664-023 | Bridge of Guadiana river           | Mérida              |
| 664-024 | Roman Theatre of Mérida            | Mérida              |
| 664-025 | Temple of Diana (Mérida)           | Mérida              |
| 664-026 | Temple of the Concordia (Mérida)   | Mérida              |
| 664-027 | Temple of Mars (Mérida)            | Mérida              |
| 664-028 | Baths c/ Diego M.ª Creuet          | Mérida              |
| 664-029 | Roman Baths of Alange              | Alange              |